# Football Club Infonet Levadia 2020
Questa voce raccoglie le informazioni riguardanti il Football Club Infonet Levadia Tallinn nelle competizioni ufficiali della stagione 2020.

## Stagione
- In campionato il Levadia Tallinn termina al terzo posto (57 punti) dietro al Flora Tallinn (80) e al Paide (64).
- In coppa nazionale vince per la 10ª volta il titolo, battendo in finale 1-0 il Flora Tallinn.
- In Europa League viene eliminato al primo turno dai faroesi del B36 Tórshavn (3-4).

## Maglie e sponsor
La divisa casalinga era composta da una maglia verde (della classica sfumatura tendente al verde smeraldo) con inserti verde lime, pantaloncini e calzettoni verdi con inserti verde lime. Quella da trasferta era invece composta da una maglia bianca con colletto verde, pantaloncini verdi con inserti verde lime e calzettoni bianchi con inserti verdi.
| Casa | Trasferta |

## Rosa
| N. |                           | Ruolo | Calciatore                |
| -- | ------------------------- | ----- | ------------------------- |
| 1  | Estonia (bandiera)        | P     | Sergei Lepmets            |
| 2  | Estonia (bandiera)        | D     | Marko Lipp                |
| 3  | Ucraina (bandiera)        | D     | Zurab Očihava             |
| 4  | Ucraina (bandiera)        | D     | Oleksandr Safronov        |
| 5  | Ucraina (bandiera)        | C     | Jurij Tkačuk              |
| 6  | Estonia (bandiera)        | C     | Rasmus Peetson            |
| 7  | Estonia (bandiera)        | C     | Brent Lepistu             |
| 9  | Estonia (bandiera)        | A     | Karl Rudolf Õigus         |
| 10 | Camerun (bandiera)        | C     | Marcelin Gando            |
| 11 | Costa d'Avorio (bandiera) | A     | Elysée Kouadio            |
| 12 | Estonia (bandiera)        | P     | Richard Aland             |
| 14 | Estonia (bandiera)        | D     | Dmitri Kruglov (capitano) |
| 16 | Estonia (bandiera)        | D     | Markus Jürgenson          |
| 17 | Estonia (bandiera)        | A     | Robert Kirss              |

| N. |                    | Ruolo | Calciatore           |
| -- | ------------------ | ----- | -------------------- |
| 18 | Estonia (bandiera) | D     | Moorits Veering      |
| 22 | Estonia (bandiera) | D     | Trevor Elhi          |
| 25 | Estonia (bandiera) | D     | Maksim Podholjuzin   |
| 26 | Ucraina (bandiera) | A     | Jurij Kolomojec'     |
| 27 | Estonia (bandiera) | C     | Devid Lehter         |
| 28 | Estonia (bandiera) | A     | Erik Utgof           |
| 33 | Estonia (bandiera) | C     | Mark Oliver Roosnupp |
| 34 | Serbia (bandiera)  | D     | Nemanja Lakić-Pešić  |
| 35 | Estonia (bandiera) | P     | Armands Aparins      |
| 38 | Estonia (bandiera) | A     | Artjom Komlov        |
| 52 | Ucraina (bandiera) | C     | Ihor Žurachovs'kyj   |
| 59 | Estonia (bandiera) | A     | Bogdan Vaštšuk       |
| 80 | Estonia (bandiera) | A     | Anton Krutogolov     |
| 81 | Estonia (bandiera) | P     | Artur Kotenko        |